# Emilio Sánchez (tenista)
Emilio Ángel Sánchez Vicario (Madrid, 29 de mayo de 1965) es un extenista español, que fue el mayor exponente del tenis español en la década de los 80, ganando tanto en individuales como, sobre todo, en dobles, donde llegó a ser número 1 del mundo.
Posee una escuela de tenis junto a su compañero de dobles Sergio Casal, donde también colaboran sus hermanos y extenistas Javier y Arantxa. Ha desempeñado la labor de comentarista para Televisión Española.
En 2008, fue el capitán español de Copa Davis que logró alzarse con la tercera ensaladera de la historia para España. Tras la final ganada en Argentina anunció que dejaba de ser el capitán.

## Finales de Grand Slam

### Campeón Dobles (3)
| Año  | Torneo        | Pareja       | Oponentes en la final         | Resultado          |
| 1988 | Roland Garros | Andrés Gómez | John Fitzgerald Anders Järryd | 6-3 6-7(8) 6-4 6-3 |
| 1988 | US Open       | Sergio Casal | Rick Leach Jim Pugh           | retirada           |
| 1990 | Roland Garros | Sergio Casal | Goran Ivanišević Petr Korda   | 6-0 7-6(2)         |

### Finalista Dobles (1)
| Año  | Torneo    | Pareja       | Oponentes en la final   | Resultado                 |
| 1987 | Wimbledon | Sergio Casal | Ken Flach Robert Seguso | 6-3 7-6(6) 6-7(3) 1-6 4-6 |

### Campeón Dobles Mixto (2)
| Año  | Torneo        | Pareja              | Oponentes en la final        | Resultado   |
| 1987 | Roland Garros | Pam Shriver         | Lori McNeil Sherwood Stewart | 6-3 7-6(4)  |
| 1987 | US Open       | Martina Navratilova | Betsy Nagelsen Paul Annacone | 6-4 6-7 7-6 |

## Títulos (65; 15+50)

### Individuales (15)
| Leyenda                |
| Grand Slam (0)         |
| Tennis Masters Cup (0) |
| ATP Masters Series (1) |
| ATP Tour (14)          |

| N.º | Fecha               | Torneo     | Superficie    | Oponente en la final   | Resultado           |
| --- | ------------------- | ---------- | ------------- | ---------------------- | ------------------- |
| 1.  | 20 de abril de 1986 | Niza       | Tierra batida | Paul McNamee           | 6-1 6-3             |
| 2.  | 11 de mayo de 1986  | Múnich     | Tierra batida | Ricki Osterthun        | 6-1 6-3             |
| 3.  | 27 de julio de 1986 | Båstad     | Tierra batida | Mats Wilander          | 7-6 4-6 6-4         |
| 4.  | 12 de julio de 1987 | Gstaad     | Tierra batida | Ronald Agenor          | 6-2 6-3 7-6         |
| 5.  | 19 de julio de 1987 | Burdeos    | Tierra batida | Ronald Agenor          | 5-7 6-4 6-4         |
| 6.  | 9 de agosto de 1987 | Kitzbühel  | Tierra batida | Miloslav Mecir         | 6-4 6-1 4-6 6-1     |
| 7.  | 24 de mayo de 1987  | Madrid     | Tierra batida | Javier Sánchez Vicario | 6-3 3-6 6-2         |
| 8.  | 31 de julio de 1988 | Hilversum  | Tierra batida | Guillermo Pérez-Roldán | 6-3 6-1 3-6 6-3     |
| 9.  | 6 de agosto de 1989 | Kitzbühel  | Tierra batida | Martín Jaite           | 7-6 6-1 2-6 6-2     |
| 10. | 7 de enero de 1990  | Wellington | Dura          | Richey Reneberg        | 6-7 6-4 4-6 6-4 6-1 |
| 11. | 8 de abril de 1990  | Estoril    | Tierra batida | Franco Davín           | 6-3 6-1             |
| 12. | 14 de abril de 1991 | Barcelona  | Tierra batida | Sergi Bruguera         | 6-2 7-6(2)          |
| 13. | 19 de mayo de 1991  | Roma TMS   | Tierra batida | Alberto Mancini        | 6-3 6-1 3-0 y ret.  |
| 14. | 14 de julio de 1991 | Gstaad     | Tierra batida | Sergi Bruguera         | 6-1 6-4 6-4         |
| 15. | 12 de enero de 1992 | Sídney     | Dura          | Guy Forget             | 6-3 6-4             |

### Finalista en individuales (12)
- 1986: Roma (pierde ante Ivan Lendl)
- 1987: Niza (pierde ante Kent Carlsson)
- 1987: Bolonia (pierde ante Kent Carlsson)
- 1988: Indian Wells (pierde ante Boris Becker)
- 1988: Bolonia (pierde ante Alberto Mancini)
- 1988: Kitzbuhel (pierde ante Kent Carlsson)
- 1989: Hilversum (pierde ante Karel Nováček)
- 1989: Burdeos (pierde ante Ivan Lendl)
- 1991: Schenectady (pierde ante Michael Stich)
- 1991: Palermo (pierde ante Frederic Fontang)
- 1992: Palermo (pierde ante Sergi Bruguera)
- 1993: Santiago (pierde ante Javier Frana)

### Clasificación en torneos del Grand Slam en individuales
| Torneo               | 1998 | 1997 | 1996 | 1995 | 1994 | 1993 | 1992 | 1991 | 1990 | 1989 | 1988 | 1987 | 1986 | 1985 | 1984 | Títulos |
| -------------------- | ---- | ---- | ---- | ---- | ---- | ---- | ---- | ---- | ---- | ---- | ---- | ---- | ---- | ---- | ---- | ------- |
| Abierto de Australia | -    | -    | 1R   | -    | 2R   | 1R   | 4R   | 1R   | 1R   | -    | -    | -    | -    | -    | -    | 0       |
| Roland Garros        | -    | -    | -    | 2R   | 1R   | 1R   | 4R   | 2R   | 1R   | -    | CF   | 4R   | 4R   | 3R   | 4R   | 0       |
| Wimbledon            | -    | -    | 1R   | -    | -    | -    | 1R   | 1R   | -    | -    | 2R   | 4R   | 1R   | -    | 1R   | 0       |
| US Open              | -    | -    | -    | 2R   | 1R   | 1R   | 4R   | 4R   | 4R   | 3R   | CF   | 3R   | 1R   | -    | -    | 0       |
| Tennis Masters Cup   | -    | -    | -    | -    | -    | -    | -    | -    | RR   | -    | -    | -    | -    | -    | -    | 0       |

### Dobles (50)
| Leyenda                |
| Grand Slam (3)         |
| Tennis Masters Cup (0) |
| ATP Masters Series (3) |
| ATP Tour (44)          |

| N.º | Fecha                    | Torneo           | Superficie    | Pareja                 | Oponentes en la final                    | Resultado       |
| --- | ------------------------ | ---------------- | ------------- | ---------------------- | ---------------------------------------- | --------------- |
| 1.  | 5 de agosto de 1985      | Kitzbühel        | Tierra batida | Sergio Casal           | Paolo Cane Claudio Panatta               | 6-3 3-6 6-2     |
| 2.  | 16 de septiembre de 1985 | Ginebra          | Tierra batida | Sergio Casal           | Carlos Kirmayr Cassio Motta              | 6-4 4-6 7-5     |
| 3.  | 23 de septiembre de 1985 | Barcelona        | Tierra batida | Sergio Casal           | Jan Gunnarsson Michael Mortensen         | 6-3 6-3         |
| 4.  | 5 de mayo de 1986        | Múnich           | Tierra batida | Sergio Casal           | Broderick Dyke Wally Masur               | 6-3 4-6 6-4     |
| 5.  | 5 de mayo de 1986        | Florencia        | Tierra batida | Sergio Casal           | Mike De Palmer Gary Donnelly             | 6-4 7-6         |
| 6.  | 7 de julio de 1986       | Gstaad           | Tierra batida | Sergio Casal           | Stefan Edberg Joakim Nystrom             | 6-3 3-6 6-3     |
| 7.  | 21 de julio de 1986      | Båstad           | Tierra batida | Sergio Casal           | Craig Campbell Joey Rive                 | 6-4 6-2         |
| 8.  | 15 de septiembre de 1986 | Hamburgo         | Tierra batida | Sergio Casal           | Boris Becker Eric Jelen                  | 6-4 6-1         |
| 9.  | 8 de febrero de 1987     | Filadelfia       | Moqueta       | Sergio Casal           | Christo Steyn Danie Visser               | 6-1 6-4         |
| 10. | 13 de abril de 1987      | Niza             | Tierra batida | Sergio Casal           | Claudio Mezzadri Gianni Ocleppo          | 6-4 6-3         |
| 11. | 8 de junio de 1987       | Bolonia          | Tierra batida | Sergio Casal           | Claudio Panatta Blaine Willenborg        | 6-3 6-2         |
| 12. | 8 de junio de 1987       | Burdeos          | Tierra batida | Sergio Casal           | Darren Cahill Mark Woodforde             | 6-3 6-3         |
| 13. | 8 de junio de 1987       | Kitzbühel        | Tierra batida | Sergio Casal           | Miloslav Mecir Tomáš Šmíd                | 7-6 7-6         |
| 14. | 23 de noviembre de 1987  | Itaparica        | Tierra batida | Sergio Casal           | Jorge Lozano Diego Pérez                 | 6-2 6-2         |
| 15. | 11 de abril de 1988      | Madrid           | Tierra batida | Sergio Casal           | Jason Stoltenberg Todd Woodbridge        | 6-7 7-6 6-3     |
| 16. | 18 de abril de 1988      | Montecarlo       | Tierra batida | Sergio Casal           | Henri Leconte Ivan Lendl                 | 6-0 6-3         |
| 17. | 5 de mayo de 1988        | Roland Garros    | Tierra batida | Andrés Gómez           | John Fitzgerald Anders Järryd            | 6-3 6-7 6-4 6-3 |
| 18. | 12 de junio de 1988      | Bolonia          | Tierra batida | Javier Sánchez Vicario | Rolf Hertzog Marc Walder                 | 6-1 7-6         |
| 19. | 18 de abril de 1988      | Stuttgart        | Tierra batida | Sergio Casal           | Anders Järryd Michael Mortensen          | 4-6 6-3 6-4     |
| 20. | 25 de julio de 1988      | Hilversum        | Tierra batida | Sergio Casal           | Magnus Gustafsson Guillermo Pérez-Roldán | 7-6 6-3         |
| 21. | 1 de agosto de 1988      | Kitzbühel        | Tierra batida | Sergio Casal           | Joakim Nystrom Claudio Panatta           | 6-4 7-6         |
| 22. | 29 de agosto de 1988     | US Open          | Dura          | Sergio Casal           | Rick Leach Jim Pugh                      | W/O             |
| 23. | 12 de septiembre de 1988 | Barcelona        | Tierra batida | Sergio Casal           | Claudio Mezzadri Diego Pérez             | 6-4 6-3         |
| 24. | 21 de noviembre de 1988  | Itaparica        | Dura          | Sergio Casal           | Jorge Lozano Todd Witsken                | 7-6 7-6         |
| 25. | 14 de mayo de 1989       | Hamburgo TMS     | Tierra batida | Javier Sánchez Vicario | Boris Becker Eric Jelen                  | 6-4 6-1         |
| 26. | 6 de agosto de 1989      | Kitzbühel        | Tierra batida | Javier Sánchez Vicario | Petr Korda Tomáš Šmíd                    | 7-5 7-6         |
| 27. | 18 de febrero de 1990    | Bruselas         | Moqueta       | Slobodan Zivojinovic   | Goran Ivanišević Balazs Taroczy          | 7-5 6-3         |
| 28. | 2 de abril de 1990       | Estoril          | Tierra batida | Sergio Casal           | Omar Camporese Paolo Cane                | 7-5 4-6 7-5     |
| 29. | 14 de mayo de 1990       | Roma TMS         | Tierra batida | Sergio Casal           | Jim Courier Martin Davis                 | 7-6 7-5         |
| 30. | 28 de mayo de 1990       | Roland Garros    | Tierra batida | Sergio Casal           | Goran Ivanišević Petr Korda              | 7-5 6-3         |
| 31. | 9 de julio de 1990       | Gstaad           | Tierra batida | Sergio Casal           | Omar Camporese Javier Sánchez Vicario    | 6-3 3-6 7-5     |
| 32. | 23 de julio de 1990      | Hilversum        | Tierra batida | Sergio Casal           | Paul Haarhuis Mark Koevermans            | 7-5 7-5         |
| 33. | 24 de septiembre de 1990 | Palermo          | Tierra batida | Sergio Casal           | Carlos Costa Horacio de la Peña          | 6-3 6-4         |
| 34. | 7 de enero de 1991       | Auckland         | Dura          | Sergio Casal           | Grant Connell Glenn Michibata            | 4-6 6-3 6-4     |
| 35. | 18 de febrero de 1991    | Stuttgart Indoor | Moqueta       | Sergio Casal           | Jeremy Bates Nick Brown                  | 6-3 7-5         |
| 36. | 6 de mayo de 1991        | Hamburgo TMS     | Tierra batida | Sergio Casal           | Cassio Motta Danie Visser                | 4-6 6-3 6-2     |
| 37. | 21 de julio de 1991      | Stuttgart        | Tierra batida | Wally Masur            | Omar Camporese Goran Ivanišević          | 4-6 6-3 6-4     |
| 38. | 28 de octubre de 1991    | Búzios           | Dura          | Sergio Casal           | Javier Frana Leonardo Lavalle            | 4-6 6-3 6-4     |
| 39. | 6 de enero de 1992       | Sídney           | Dura          | Sergio Casal           | Scott Davis Kelly Jones                  | 3-6 6-1 6-4     |
| 40. | 4 de mayo de 1992        | Hamburgo TMS     | Tierra batida | Sergio Casal           | Carl-Uwe Steeb Michael Stich             | 5-7 6-4 6-3     |
| 41. | 20 de julio de 1992      | Kitzbühel        | Tierra batida | Sergio Casal           | Horacio de la Peña Vojtech Flegl         | 6-1 6-2         |
| 42. | 14 de septiembre de 1992 | Burdeos          | Tierra batida | Sergio Casal           | Arnaud Boetsch Guy Forget                | 6-1 6-4         |
| 43. | 14 de junio de 1993      | Génova           | Tierra batida | Sergio Casal           | Mark Koevermans Greg Van Emburgh         | 6-3 7-6         |
| 44. | 27 de septiembre de 1993 | Palermo          | Tierra batida | Sergio Casal           | Juan Garat Jorge Lozano                  | 6-3 6-3         |
| 45. | 11 de octubre de 1993    | Tel Aviv         | Dura          | Sergio Casal           | Mike Bauer David Rikl                    | 6-4 6-4         |
| 46. | 1 de noviembre de 1993   | São Paulo        | Tierra batida | Sergio Casal           | Pablo Albano Javier Frana                | 4-6 7-6 6-4     |
| 47. | 4 de julio de 1994       | Gstaad           | Tierra batida | Sergio Casal           | Menno Oosting Daniel Vacek               | 7-6 6-4         |
| 48. | 7 de noviembre de 1994   | Buenos Aires     | Tierra batida | Sergio Casal           | Tomás Carbonell Francisco Roig           | 6-3 6-2         |
| 49. | 1 de mayo de 1995        | Atlanta          | Tierra batida | Sergio Casal           | Jared Palmer Richey Reneberg             | 6-7 6-3 7-6     |
| 50. | 30 de octubre de 1995    | Montevideo       | Tierra batida | Sergio Casal           | Jiří Novák David Rikl                    | 2-6 7-6 7-6     |

### Finalista en dobles (29)
- 1985: Múnich junto a Sergio Casal pierden ante Mark Edmondson y Kim Warwick por 6-4 5-7 5-7 sobre tierra batida.
- 1985: Båstad junto a Sergio Casal pierden ante Stefan Edberg y Anders Järryd por 0-6 6-7 sobre tierra batida.
- 1985: Palermo junto a Sergio Casal pierden ante Colin Dowdeswell y Joakim Nystrom por 4-6 7-6 6-7 sobre tierra batida.
- 1985: Viena junto a Sergio Casal pierden ante Mike de Palmer y Gary Donnelly por 4-6 3-6 sobre superficie dura.
- 1986: Bari junto a Sergio Casal pierden ante Gary Donnelly y Tomáš Šmíd por 6-2 4-6 4-6 sobre tierra batida.
- 1987: Memphis junto a Sergio Casal pierden ante Anders Järryd y Jonas Svensson por 4-6 2-6 sobre superficie dura.
- 1987: Milán Indoor junto a Sergio Casal pierden ante Boris Becker y Slobodan Zivojinovic por 6-3 3-6 4-6 sobre carpeta.
- 1987: Múnich junto a Sergio Casal pierden ante Jim Pugh y Blaine Willenborg por 6-7 6-4 4-6 sobre tierra batida.
- 1987: Wimbledon junto a Sergio Casal pierden ante Ken Flach y Robert Seguso por 6-3 7-6 6-7 1-6 4-6 sobre césped.
- 1987: Båstad junto a Javier Sánchez Vicario pierden ante Stefan Edberg y Anders Järryd por 6-7 3-6 sobre tierra batida.
- 1987: Madrid junto a Sergio Casal pierden ante Carlos di Laura y Javier Sánchez Vicario por 3-6 6-3 4-6 sobre tierra batida.
- 1987: Viena junto a Javier Sánchez Vicario pierden ante Mel Purcell y Tim Wilkison por 3-6 5-7 sobre superficie dura.
- 1988: Gstaad junto a Andrés Gómez pierden ante Petr Korda y Milan Srejber por 6-7 6-7 sobre tierra batida.
- 1988: Juegos Olímpicos de Seúl junto a Sergio Casal pierden ante Ken Flach y Robert Seguso por 3-6 4-6 7-6 7-6 7-9 sobre superficie dura.
- 1988: Tennis Masters Cup junto a Sergio Casal pierden ante Rick Leach y Jim Pugh por 4-6 3-6 6-2 0-6 sobre carpeta.
- 1990: Wellington junto a Sergio Casal pierden ante Kelly Evernden y Nicolás Pereira por 4-6 6-7 sobre superficie dura.
- 1990: Barcelona junto a Sergio Casal pierden ante Andrés Gómez y Javier Sánchez Vicario por 6-7 5-7 sobre tierra batida.
- 1990: Tennis Masters Cup junto a Sergio Casal pierden ante Guy Forget y Jakob Hlasek por 4-6 6-7 7-5 4-6 sobre superficie dura.
- 1991: Schenectady junto a Andrés Gómez pierden ante Javier Sánchez Vicario y Todd Woodbridge por 6-3 6-7 6-7 sobre superficie dura.
- 1991: Palermo junto a Javier Sánchez Vicario pierden ante Jacco Eltingh y Tom Kempers por 6-3 3-6 6-3 sobre tierra batida.
- 1992: Milán Indoor junto a Sergio Casal pierden ante Neil Broad y David Macpherson por 7-5 5-7 4-6 sobre carpeta.
- 1992: Schenectady junto a Sergio Casal pierden ante Jacco Eltingh y Paul Haarhuis por 3-6 4-6 sobre superficie dura.
- 1993: Barcelona junto a Sergio Casal pierden ante Shelby Cannon y Scott Melville por 6-7 1-6 sobre tierra batida.
- 1993: Buenos Aires junto a Sergio Casal pierden ante Tomás Carbonell y Carlos Costa por 4-6 4-6 sobre tierra batida.
- 1994: Kitzbühel junto a Sergio Casal pierden ante David Adams y Andrei Olhovskiy por 7-6 3-6 5-7 sobre tierra batida.
- 1994: Montevideo junto a Sergio Casal pierden ante Marcelo Filippini y Luiz Mattar por 6-7 4-6 sobre tierra batida.
- 1995: Coral Springs junto a Sergio Casal pierden ante Todd Woodbridge y Mark Woodforde por 3-6 1-6 sobre tierra batida.
- 1996: México D. F. junto a Nicolás Pereira pierden ante Donald Johnson y Francisco Montana por 2-6 4-6 sobre tierra batida.
- 1996: Palermo junto a Cristian Brandi pierden ante Andrew Kratzmann y Marcos Ondruska por 6-7 4-6 sobre tierra batida.

### Clasificación en torneos del Grand Slam en dobles masculinos
| Torneo               | 1998 | 1997 | 1996 | 1995 | 1994 | 1993 | 1992 | 1991 | 1990 | 1989 | 1988 | 1987 | 1986 | 1985 | 1984 | Títulos |
| -------------------- | ---- | ---- | ---- | ---- | ---- | ---- | ---- | ---- | ---- | ---- | ---- | ---- | ---- | ---- | ---- | ------- |
| Abierto de Australia | -    | -    | 2r   | -    | 2r   | 2r   | 2r   | 1r   | 2r   | -    | -    | -    | -    | -    | -    | 0       |
| Roland Garros        | -    | 1r   | -    | 2r   | CF   | CF   | 1r   | 3r   | G    | -    | G    | 2r   | CF   | 1r   | 1r   | 2       |
| Wimbledon            | -    | 2r   | -    | -    | -    | -    | -    | -    | -    | -    | 2r   | F    | CF   | 1r   | -    | 0       |
| US Open              | -    | -    | -    | SF   | 2r   | 1r   | CF   | 3r   | 2r   | 2r   | G    | SF   | 1r   | -    | -    | 1       |
| Tennis Masters Cup   | -    | -    | -    | -    | RR   | RR   | SF   | -    | F    | -    | F    | SF   | RR   | -    | -    | 0       |

## Premios, reconocimientos y distinciones
- Medalla de Plata de la Real Orden del Mérito Deportivo, otorgada por el Consejo Superior de Deportes (1994)[3]